# Sedrina
Sedrina é uma comuna italiana da região da Lombardia, província de Bérgamo, com cerca de 2.377 habitantes. Estende-se por uma área de 5 km², tendo uma densidade populacional de 475 hab/km². Faz fronteira com Brembilla, Sorisole, Ubiale Clanezzo, Villa d'Almè, Zogno.
Situa-se na encosta leste do Vale Brembana, que é formado pelo rio Brembo. É uma cidade muito calma e pacata. Por situar-se na encosta do Vale, a luz solar incide diretamente somente por algumas horas do dia. No inverno, o sol não chega a incidir diretamente nas ruas.
Sua origem data de há quase dois mil anos. Há uma belíssima ponte, construída em pedars, sobre o rio Brembo, datada em mais de 1500 anos.
Seu habitante mais famoso é o grande ciclista Felice Gimondi, último italiano a conquistar a "Coroa Tripla", no ano de 1968, composta pela vitória das três provas mais prestigiosas do ciclismo: a Volta da França, o Giro d'Italia e o campeonato mundial. Além de Gimondi, outro cidadão famoso é Wladmir Belli, outro ciclista profissional que chegou ao décimo primeiro lugar no ranking mundial em 2001, porém sem o mesmo "palmares" do grande Felice.
Atualmente, Sedrina possui algumas indústrias, tal como uma marcenaria e cementeiras. Há uma rua comercial onde se encontram uma farmácia, três mercados, uma quintanda, uma banca de jornais e revistas, um posto de gasolina, algumas lojinhas de artigos do lar e outros poucos restaurantes, bares e barbearias.

## Demografia
| Variação demográfica do município entre 1861 e 2011                               |
|                                                                                   |
| Fonte: Istituto Nazionale di Statistica (ISTAT) - Elaboração gráfica da Wikipedia |